# 員林禪寺
23°57′42″N 120°34′16″E / 23.961710°N 120.571175°E
員林禪寺，是位於臺灣彰化縣員林市和平里的曹洞宗佛寺，發行有《佛教世界》月刊，在臺北市有分寺光華寺。

## 建築沿革

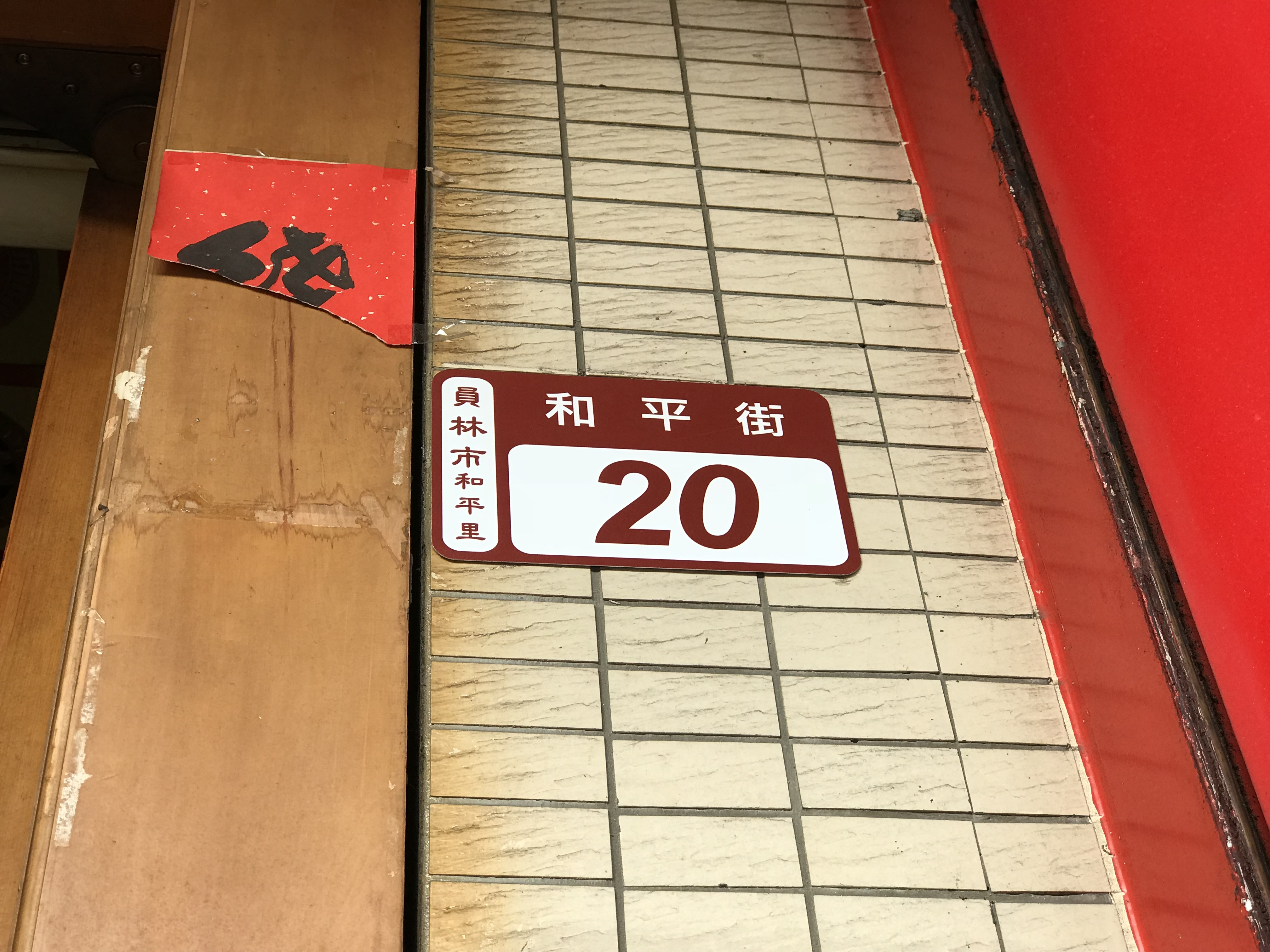
門牌為和平里和平街20號。

員林禪寺系日本曹洞宗禪師岡部快道建立於1931年，山號為「金鳳山」，原貌建築係採用日本式之木造樑柱，為岡部快道禪師將解體的第一代台中武德殿運至員林，經由鈴木金吉設計重構，寺旁為員林電信局與員林客運轉運站。
朱文科居士任內重建寺身，將舊殿贈與台灣民俗村，於1995年3月7日辦理捐贈簽約，同年4月17日正式移交後隨即拆遷。同年12月17日，寺方在員林國小舉行重建園遊會，時任行政院長的連戰、副院長徐立德、秘書長趙守博、陸委會副主委葉金鳳、國民黨副秘書長鍾榮吉、前彰化縣長阮剛猛、員林鎮長蔡教義參與。台灣民俗村將員林禪寺舊殿以原貌重現，除供人觀賞外，並接受信眾香火禮拜。
2000年3月26日新廈完成。建築共九層，地下兩層。一樓大雄寶殿、二樓善光室、三樓慈愛幼兒園、四樓正思廳、五樓千手千眼觀音殿、六樓無為室、七樓祖殿。

## 歷屆主持

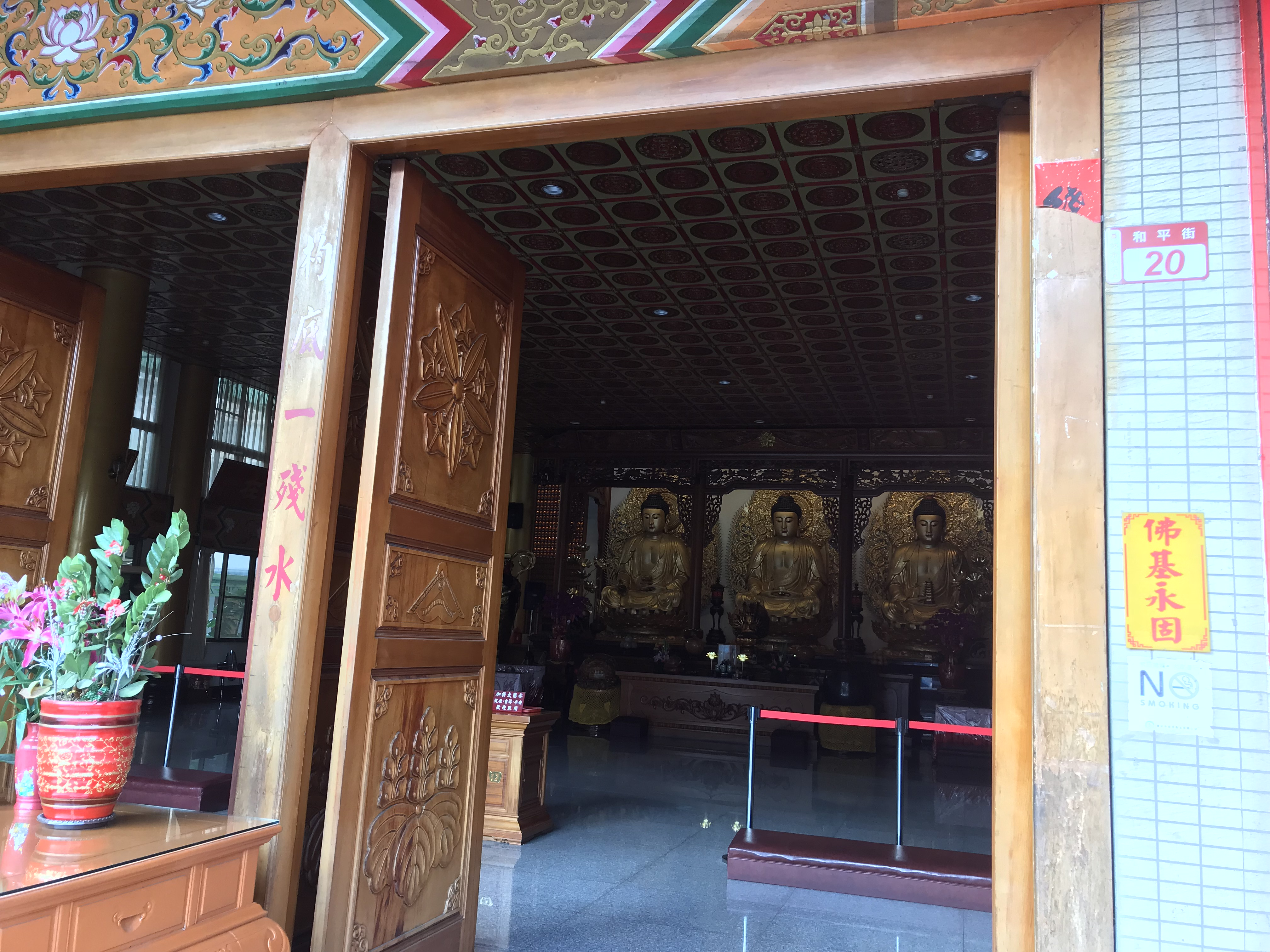
大雄寶殿三寶佛

岡部快道禪師在戰後初期圓寂，繼任者禪師森公外禪師不久引揚歸國，由曹洞宗永平寺修學的善光禪師（朱光淮居士，1920-1973）繼任。善光在1954年間，在員林禪寺首創慈愛托兒所，進而在臺北市創立光華寺，及創辦佛教週刊。
1973年善光禪師去世，信眾公推其子朱文科居士(法名達軍，1947-2017)管理，任內多方奔走，為此寺取得四百多坪土地所有權。1978年開始，寺方成立基金會設置優秀學生清寒獎學金，辦理急難救助服務工作，並定期發行《佛教世界》月刊。寺方設立五鄉鎮（員林市、大村鄉、永靖鄉、埔心鄉、社頭鄉）獎學金，每年提供各校五個名額。一次，員林鎮鎮長吳宗憲先生為感謝寺方捐贈新台幣五十萬元幫助貧困學童，因此贈匾感謝。
2017年10月5日，朱文科居士去世，享壽71歲，同月25日上午在該寺大殿舉行公祭，由中國佛教會理事長圓宗長老帶領明定、心茂、明光、界雲等法師主持。